# Parque Arístides Rojas
O Parque Arístides Rojas é um parque de recreação pública localizado no município do Libertador em Caracas, Venezuela. 
Foi inaugurado no governo de Rómulo Betancourt em 22 de maio de 1962. Possui áreas verdes, quiosques para festas, campos desportivas, a Biblioteca Mariano Picón Salas (anteriormente: Biblioteca Rómulo Betancourt) e o Teatro Tilingo, aberto em 1967.
Em 2007, a prefeitura Metropolitana de Caracas sob a administração  de Juan Barreto iniciou a revitalização do parque. No final deste mesmo ano, o prefeito anunciou a transferência do espaço paro o grupo Circo Extremo, para que administrassem.